# بنت اسپرینگز (میزوری)
بنت اسپرینگز (به انگلیسی: Bennett Springs) یک منطقهٔ مسکونی در ایالات متحده آمریکا است که در میزوری واقع شده‌است. بنت اسپرینگز ۱۰٫۹ کیلومتر مربع مساحت و ۱۳۰ نفر جمعیت دارد و ۲۶۷٫۶۲ متر بالاتر از سطح دریا واقع شده‌است.